# Synagoge (Eschwege)

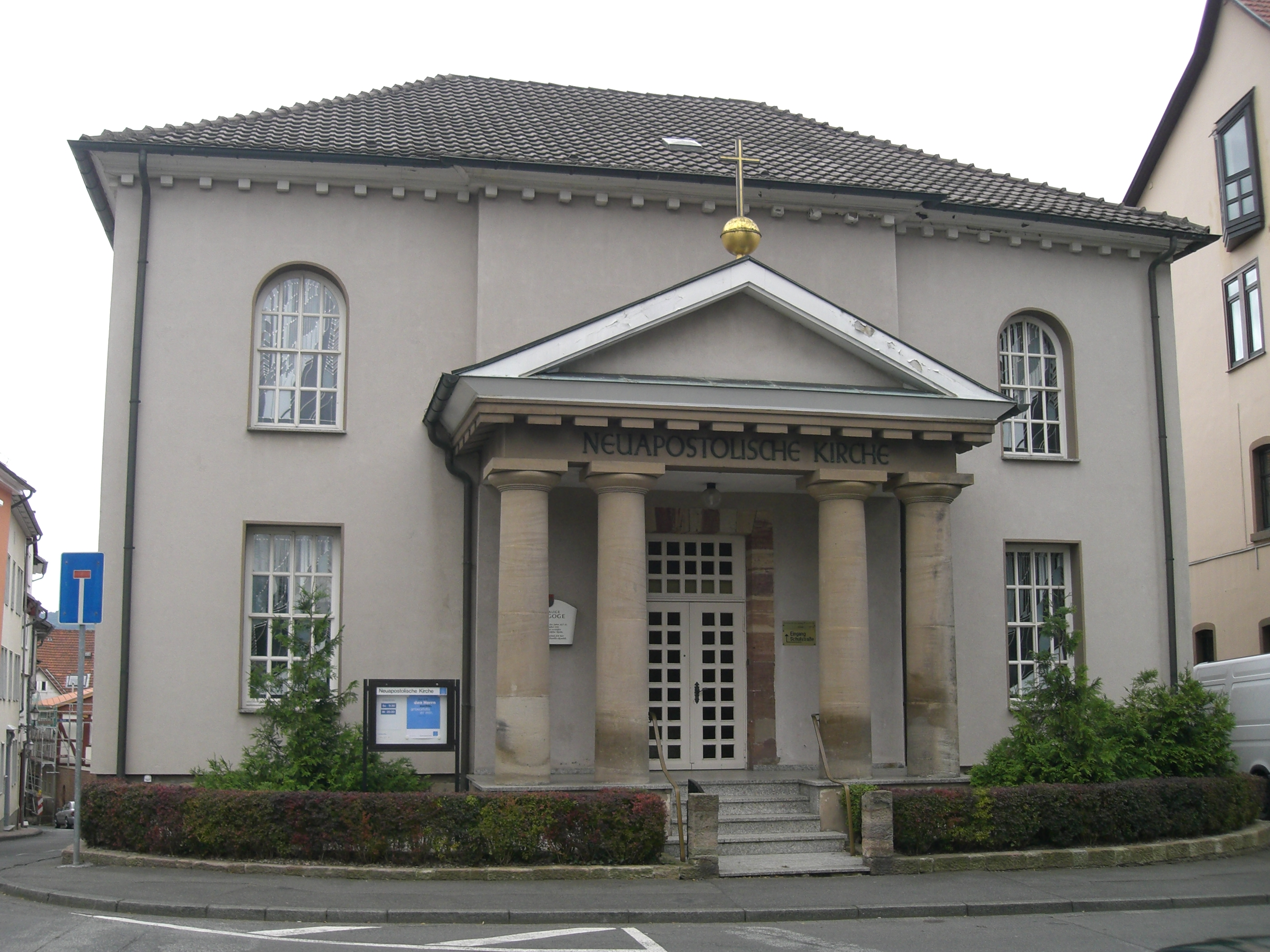
Ehemalige Synagoge von Eschwege

Die frühere Synagoge Eschwege ist ein Baudenkmal in der nordhessischen Kreisstadt Eschwege im Werra-Meißner-Kreis. Die ehemalige Synagoge ist heute eine Neuapostolische Kirche.

## Gebäude
Das Gebäude der Synagoge wurde 1838 nach einem Entwurf des kurhessischen Landbaumeisters Johann Friedrich Matthei als zweigeschossiger, klassizistischer Putzbau in Ziegelsteinmauerwerk errichtet. Das Bauwerk hat ein Walmdach und einen Mittelrisalit mit einem repräsentativen, viersäuligen Portikus an der Hauptfassade. Die Fenster waren ursprünglich mit Glasmalerei versehen. Das Gebäude bot 135 Männer- und 75 Frauenplätze.

## Geschichte
Die Geschichte der jüdischen Gemeinde Eschwege reicht bis ins 14. Jahrhundert zurück. 1692 wurde eine erste Synagoge eingerichtet. 1835 lebten 236 Juden in der Stadt und es wuchs der Wunsch nach einem größeren, neuen Synagogengebäude. 1837 begann der Bau der Synagoge auf dem Cyriacusberg, dem heutigen Schulberg, am Rande der Eschweger Altstadt. Zur gleichen Zeit wurde in direkter Nachbarschaft ein neues Schulhaus für die 1827 gegründete Jüdische Elementarschule erbaut.
Am 14. Dezember 1838 wurde das Gotteshaus von dem Eschweger Kreisrabbiner Philipp Goldmann eingeweiht. Eine erste Restaurierung des Bauwerks erfolgte 1881 zum 50-jährigen Amtsjubiläum, das Philipp Goldmann in der Synagoge feierte. 1890 machten sich in der Stadt erste Anzeichen von Antisemitismus bemerkbar, und die Fenster der Synagoge wurden eingeworfen. Beim Novemberpogrom 1938 wurde die Inneneinrichtung des Bauwerkes verwüstet. 1942 hörte die jüdische Gemeinde Eschwege auf zu existieren.
Die Synagoge und das benachbarte Schulgebäude wurden nach Ende des Zweiten Weltkrieges kurzzeitig wieder von einer jüdischen Gemeinde genutzt, nachdem sich in dem Eschweger Lager für Displaced Persons, das unter anderem KZ-Überlebende aus den deutschen Ostgebieten beherbergte, Ende 1945 eine neue jüdische Gemeinde gebildet hatte, die bis 1952 bestand.
Im Jahr 1954 erwarb die neuapostolische Kirchgemeinde das Bauwerk und baute es um; es entstand ein Kirchenraum für 300 Gläubige. 1984 und nochmals 2004 wurde das Gebäude umfassend renoviert und 2004 anlässlich der 50-jährigen Nutzung durch die Gemeinde neu geweiht. Heute bietet es über 400 Gläubigen Platz. Die Gemeinde nutzt das Haus neben Gottesdiensten auch zu Zusammenkünften der Gemeindemitglieder aller Altersgruppen.

## Gedenken

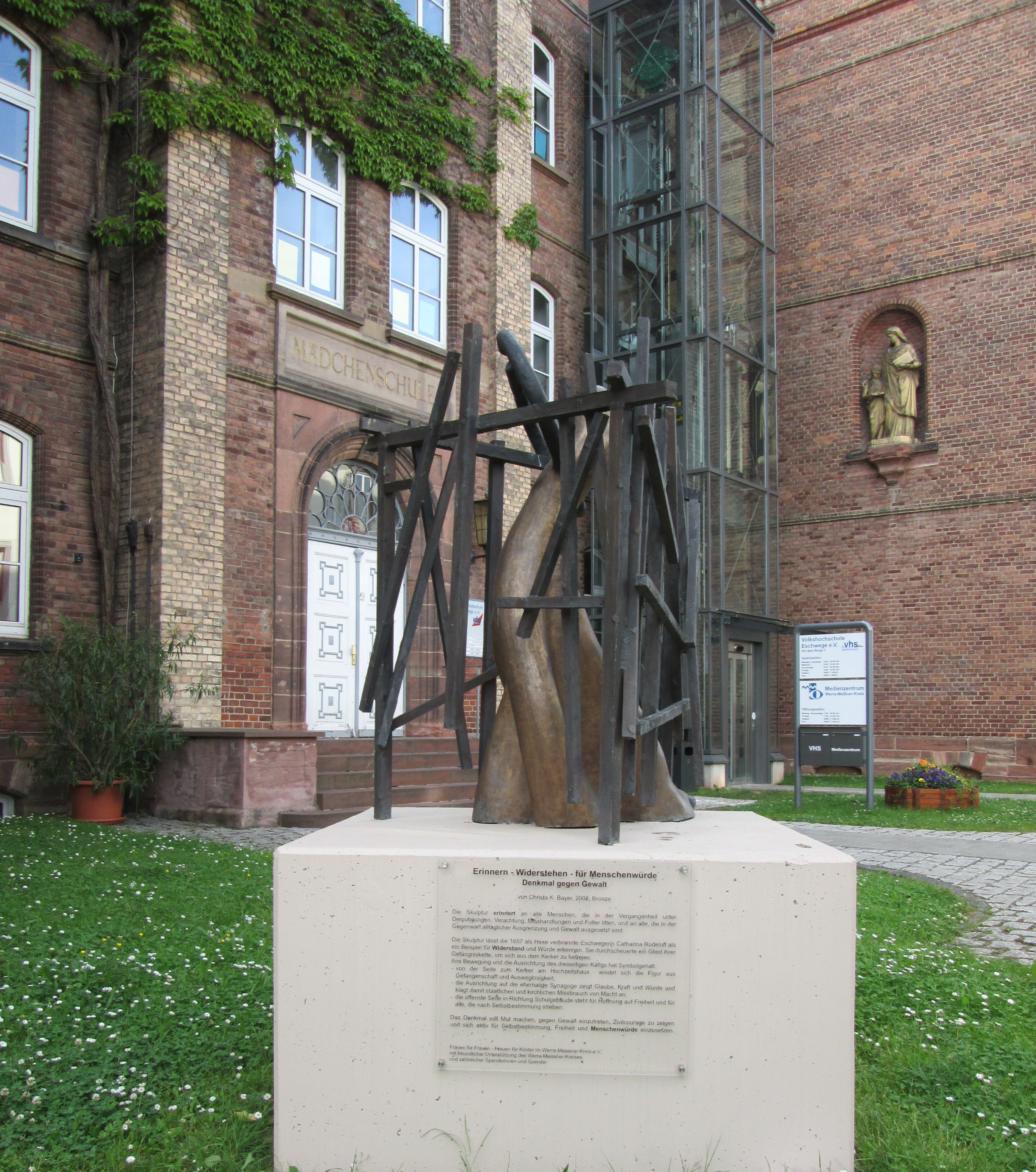
Denkmal gegen Gewalt von Christa K. Bayer

Zur Erinnerung an die Synagoge und die jüdische Gemeinde ist an der heutigen neuapostolischen Kirche eine Gedenktafel angebracht. Gegenüber der früheren Synagoge steht das „Denkmal gegen Gewalt“, eine abstrakte Skulptur der Künstlerin Christa K. Bayer, die an alle Menschen erinnern soll, die verfolgt, gedemütigt, verachtet und gefoltert wurden. Weitere Gedenktafeln befinden sich an der früheren jüdischen Schule und im Eschweger Rathaus.
Von 2009 bis 2013 wurden im Stadtgebiet mehrere Stolpersteine zum Gedenken an Eschweger Opfer der Zeit des Nationalsozialismus verlegt.